# 93인의 성명서
《93인의 성명서》(독일어: Manifest der 93)는 제1차 세계 대전 초기였던 1914년 10월 23일, 독일 유수의 과학자, 예술가, 철학자, 작가들이 독일 제국의 군사행동에 명백히 찬성한다는 뜻을 밝힌 성명서이다. 이 성명서는 독일 전역의 학교와 대학들이 전쟁을 지지하도록 만들었으나, 외국의 지식인들에게는 공분을 샀다.
1921년 《뉴욕 타임스》에 의하면 당시 생존해 있던 76명의 서명자 중 60명이 다양한 수준의 후회를 표했다. 일부는 자신들이 서명한 것이 무엇인지 몰랐다고 주장했다.

## 서명자 명단
볼드 처리된 자는 노벨상 수상자이다.
1. 아돌프 폰 바이어: 화학자
2. 페터 베렌스: 건축가
3. 에밀 아돌프 폰 베링: 생리학자
4. 빌헬름 폰 보데: 미학자
5. 알로이스 브란들
6. 루요 브렌타노: 경제학자
7. 유스투스 브린크만
8. 요하네스 콘라트: 정치경제학자
9. 프란츠 폰 디프레거: 화가(오스트리아인)
10. 리하르트 데멜: 시인, 작가
11. 아돌프 다이스만, 개신교 신학자
12. 빌헬름 되르펠트: 건축가, 고고학자
13. 프리드리히 폰 둔: 고전학자
14. 파울 에를리히: 세균학자
15. 알베르트 에르하르트
16. 카를 엥글러: 화학자
17. 게르하르트 에서
18. 루돌프 크리스토프 오이켄: 철학자
19. 헤르베르트 올덴부르크: 시인, 극작가
20. 하인리히 핑크
21. 헤르만 에밀 피셔: 화학자
22. 빌헬름 율리우스 푀르스터: 천문학자(아인슈타인 등과 함께 전쟁 반대 성명서에도 동시에 서명했음)
23. 루트비히 풀다: 극작가(유대인)
24. 에두아르트 게브하르트
25. J. J. 데 그루트
26. 프리츠 하버: 화학자
27. 에른스트 헤켈: 진화생물학자
28. 막스 할배: 극작가
29. 아돌프 폰 하르나크: 루터교 신학자
30. 게르하르트 하우프트만: 극작가, 소설가
31. 카를 하루프트만
32. 구스타프 헬만: 기상학자
33. 빌헬름 헤르만: 개혁신학자
34. 안드레아스 호이슬러: 중세학자(스위스인)
35. 아돌프 폰 힐데브란트: 조각가
36. 루트비히 호프만: 건축가
37. 엥겔베르트 훔퍼딩크: 작곡가
38. 레오폴트 그라프 폰 칼크레우트: 화가
39. 아르투어 캄프: 역사화가
40. 프리츠아우구스트 폰 카울바흐
41. 테오도르 키프
42. 펠릭스 클라인: 수학자
43. 막스 클링거: 화가, 조각가, 판화가, 작가
44. 알로이스 크뇌플러
45. 안톤 코흐
46. 파울 라반트
47. 카를 람프레히트: 역사학자
48. 필리프 레나르트: 물리학자
49. 막시밀리엔 렌츠
50. 막스 리베르만: 화가, 판화가(유대인)
51. 프란츠 폰 리스트: 법학자(프란츠 리스트의 사촌)
52. 카를 루트비히 만젤
53. 요제프 마우스바흐
54. 게오르크 폰 파이어
55. 세바스티안 메르켈
56. 에두아르 마이어: 역사학자
57. 하인리히 모르프
58. 프리드리히 나우만: 정치인, 개신교 목사
59. 알베르트 나이서: 내과의사
60. 발터 헤르만 네른스트: 물리화학자
61. 빌헬름 오스트발트: 화학자
62. 브루노 파울: 건축가, 화가, 디자이너
63. 막스 플랑크: 이론물리학자
64. 알베르트 플론
65. 게오르크 라이케
66. 막스 라인하르트: 배우, 영화감독
67. 알로이스 리흘: 철학자
68. 카를 로베르트
69. 빌헬름 뢴트겐: 물리학자
70. 막스 루브너: 생리학자
71. 프리츠 샤프너
72. 아돌프 슐라터: 복음주의 신학자
73. 아우구스트 슈미들린
74. 구스타프 폰 슈몰러: 경제학자
75. 라인홀트 지베르크: 신학자
76. 마르틴 스판
77. 프란츠 폰 슈투크: 화가, 조각가, 건축가
78. 헤르만 수데르만: 극작가, 소설가
79. 한스 토마: 화가
80. 빌헬름 트뤼브네: 화가
81. 카를 폴묄러: 극작가
82. 리하르트 포스: 극작가, 소설가
83. 카를 포슬러: 언어학자
84. 지크프리트 바그너: 작곡가(리하르트 바그너의 아들)
85. 빌헬름 발다이어: 해부학자
86. 아우구스트 폰 바서만: 미생물학자
87. 펠릭스 바인가르트너: 작곡가, 지휘자(오스트리아인)
88. 테오도르 비간트: 고고학자
89. 빌헬름 빈: 물리학자
90. 울리히 폰 빌라모비츠묄렌도르프: 고전학자
91. 리하르트 빌슈테터: 유기화학자
92. 빌헬름 빈델반트: 철학자
93. 빌헬름 분트: 내과의사, 생리학자, 철학자, 심리학자

## 같이 보기
- 9월 계획